# Tålyft
Tålyft även kallat tåhävningar är en övning för att träna spänst och vader.
Det går ut på att man står upp och gång på gång ställer sig upp på tårna och sträcker på bland annat hälsenan.